# 観音寺睡蓮の苦悩
『観音寺睡蓮の苦悩』（かんのんじすいれんのくのう）は、カエルDXによる日本の漫画作品。『まんがタイムきららフォワード』（芳文社）にて、2020年2月号にゲスト掲載された後、同年4月号から2022年9月号にかけて連載された。本作はカエルDXの初連載作品である。

## 登場人物

### 主な登場人物
観音寺睡蓮（かんのんじ すいれん）
文武両道・才色兼備誰しもが憧れる学園のスター。
府中 紫陽花（ふちゅう あじさい）
中目黒 椿（なかめぐろ つばき）
芽鐘衣 智代（めがねい ちよ）
委員長。
東郷 和代（とうごう かずよ）
数学の先生。

## 制作背景
作者のカエルDXは、百合の中でも「喧嘩百合」を好んでおり、特に『ゆるゆり』ではさくひまが好きである。にゃるらが本作を読んだ感想として、それがわかるという。
カエルDXによると連載が進むにつれ、「キャラがどんどん勝手に動いて」いったという。今後の展開については、百合オタクが好むような「キャラを増やして、どんどん関係性を増やしていきたい」と考えて制作している。

## 反響
単行本第1巻の帯には、作者のカエルDXが描かれていた。カエルDXはカエルを帯に入れたくないと考えていたが、周囲の説得により入れることとなった。その影響により、Amazonのレビューによると、帯のカエルに惹かれて本を購入する人が現れている。

## 書誌情報
- カエルDX『観音寺睡蓮の苦悩』 芳文社〈まんがタイムKRコミックス〉、全4巻
  1. 2020年9月11日発売[4][5]、ISBN 978-4-8322-7213-2
  2. 2021年5月12日発売[5]、ISBN 978-4-8322-7276-7
  3. 2022年1月12日発売[5]、ISBN 978-4-8322-7341-2
  4. 2022年9月12日発売[5]、ISBN 978-4-8322-7394-8